# 今宵はKANKURO
『今宵はKANKURO』（こよいはかんくろう）は、1990年10月7日から1991年9月29日まで、TBS系列局で放送されていたトーク番組である。5代目中村勘九郎（後の18代目中村勘三郎）の冠番組。毎日放送（MBS）とKANOXの共同制作。放送時間は毎週日曜 22:30 - 23:00（JST）。提供はJAL一社単独。カウキャッチャーはアートネイチャーであった。

## 概要
前期は前番組の『Ryu's Bar 気ままにいい夜』（→23時台へ移動）と似たスタイルのトーク番組だったが、後期は歌舞伎をはじめとする日本の伝統芸能や和の風物などを紹介する番組へリニューアルされた。
なお、企画時点での仮タイトルは『フライング・パーティ』だった（1990年9月の『TVガイド』新番組特集より）。

## 出演者
- 5代目中村勘九郎[1]
- 小堺一機 - 後期に出演。
- 4代目市川左團次 - 後期に出演。
- 高橋真理 - アシスタントを担当。
- 富田耕生 - 後期ナレーターを担当。
- JALフライ・ビーンズ

## 主題歌

### エンディングテーマ
- 「OVER　THE　NIGHT」 西司（前期）
- 「話の迷路」 小野リサ（前期）
- 「アナザーフェイス」 井上昌己（後期）
- 「踊れ踊れ」 加藤登紀子（後期）
- 「金魚すくい」 KOZIMA（後期）

## スタッフ
- 企画：渡辺高志 (毎日放送)、島本雄二 (電通)、池上司
- 構成：大岩賞介、詩村博史、上久保直哉、出倉宏、上西研三郎、李文子
- 音楽：ボブ佐久間
- 演出：小野鉄二郎、北川邦夫
- ディレクター：小川定孝、瀧川治水
- プロデューサー：渡辺高志、小泉守 (KANOX)
- 制作協力：東通、PEC、目黒スタジオ、浜町スタジオ、星野事務所、浅井企画
- 制作：KANOX、毎日放送

## ネット局
| 放送対象地域   | 放送局                    | 系列    | 放送曜日・放送時間                 | 遅れ       | 備考            |
| -------------- | ------------------------- | ------- | ---------------------------------- | ---------- | --------------- |
| 近畿広域圏     | 毎日放送（MBS）           | TBS系列 | 日曜 22時30分 - 23時00分           | 同時ネット | 製作局          |
| 北海道         | 北海道放送（HBC）         | TBS系列 | 日曜 22時30分 - 23時00分           | 同時ネット |                 |
| 青森県         | 青森テレビ（ATV）         | TBS系列 | 日曜 22時30分 - 23時00分           | 同時ネット |                 |
| 岩手県         | 岩手放送（IBC）           | TBS系列 | 日曜 22時30分 - 23時00分           | 同時ネット | 現・IBC岩手放送 |
| 宮城県         | 東北放送（TBC）           | TBS系列 | 日曜 22時30分 - 23時00分           | 同時ネット |                 |
| 山形県         | テレビユー山形（TUY）     | TBS系列 | 日曜 22時30分 - 23時00分           | 同時ネット |                 |
| 福島県         | テレビユー福島（TUF）     | TBS系列 | 日曜 22時30分 - 23時00分           | 同時ネット |                 |
| 関東広域圏     | 東京放送（TBS）           | TBS系列 | 日曜 22時30分 - 23時00分           | 同時ネット | 現・TBSテレビ   |
| 山梨県         | テレビ山梨（UTY）         | TBS系列 | 日曜 22時30分 - 23時00分           | 同時ネット |                 |
| 新潟県         | 新潟放送（BSN）           | TBS系列 | 日曜 22時30分 - 23時00分           | 同時ネット |                 |
| 長野県         | 信越放送（SBC）           | TBS系列 | 日曜 22時30分 - 23時00分           | 同時ネット |                 |
| 静岡県         | 静岡放送（SBS）           | TBS系列 | 日曜 22時30分 - 23時00分           | 同時ネット |                 |
| 富山県         | チューリップテレビ（TUT） | TBS系列 | 日曜 22時30分 - 23時00分           | 同時ネット |                 |
| 中京広域圏     | 中部日本放送（CBC）       | TBS系列 | 日曜 22時30分 - 23時00分           | 同時ネット | 現・CBCテレビ   |
| 鳥取県・島根県 | 山陰放送（BSS）           | TBS系列 | 日曜 22時30分 - 23時00分           | 同時ネット |                 |
| 岡山県・香川県 | 山陽放送（RSK）           | TBS系列 | 日曜 22時30分 - 23時00分           | 同時ネット | 現・RSK山陽放送 |
| 広島県         | 中国放送（RCC）           | TBS系列 | 日曜 22時30分 - 23時00分           | 同時ネット |                 |
| 山口県         | テレビ山口（tys）         | TBS系列 | 日曜 22時30分 - 23時00分           | 同時ネット |                 |
| 高知県         | テレビ高知（KUTV）        | TBS系列 | 日曜 22時30分 - 23時00分           | 同時ネット |                 |
| 福岡県         | RKB毎日放送（RKB）        | TBS系列 | 日曜 22時30分 - 23時00分           | 同時ネット |                 |
| 長崎県         | 長崎放送（NBC）           | TBS系列 | 日曜 22時30分 - 23時00分           | 同時ネット |                 |
| 熊本県         | 熊本放送（RKK）           | TBS系列 | 日曜 22時30分 - 23時00分           | 同時ネット |                 |
| 大分県         | 大分放送（OBS）           | TBS系列 | 日曜 22時30分 - 23時00分           | 同時ネット |                 |
| 宮崎県         | 宮崎放送（MRT）           | TBS系列 | 日曜 22時30分 - 23時00分           | 同時ネット |                 |
| 鹿児島県       | 南日本放送（MBC）         | TBS系列 | 日曜 22時30分 - 23時00分           | 同時ネット |                 |
| 石川県         | 北陸放送（MRO）           | TBS系列 | 月曜 0時20分 - 0時50分（日曜深夜） | 110分遅れ  | [ 3 ]           |
| 沖縄県         | 琉球放送（RBC）           | TBS系列 | 月曜 0時20分 - 0時50分（日曜深夜） | 110分遅れ  | [ 4 ]           |